# Sankt-Helena-Bucht
Die Sankt-Helena-Bucht (afrikaans St. Helenabaai, englisch St Helena Bay, portugiesisch Bahia da Santa Elena) ist eine Meeresbucht an der südafrikanischen Atlantikküste nördlich der Stadt Vredenburg im Distrikt West Coast. Neben Golfo de Sanelena folgten variierende Namensvarianten, wie Golfo de Santa Helena und die Briten nannten sie St Helen’s Bay oder St Martins Bay.

## Beschreibung
Die Bucht bildet einen Abschnitt der südatlantischen Küste Südafrikas, nördlich der Saldanha Bay und des Granitmassivs um Cape Columbine. Der Benguelastrom führt kaltes Wasser aus den antarktischen Gewässern in die Bucht und weiter nach Norden. Die Bucht erstreckt sich von Stompneuspunt im Süden, weiter an der Mündung des Berg River vorbei und nun entlang einer leicht gebogenen Küstenlinie.  Ihr Endpunkt kann in der Nähe von Baboon Point gesehen werden.
Einzelne Teilabschnitte tragen eigene Namen, wie Stompneusbaai, Vioolbaai, Middle Bay, Jaloersbaai, Hannasbaai, Nordbaai und Slippers Bay.

## Hinterland
Die landeinwärts gelegene flache Küstenzone nördlich der Mündung des Berg River nennt sich Strandveld. Sie ist ein aus Sanddünen bestehendes Gebiet und für die Landwirtschaft nur bedingt geeignet. Die Küste wird nur vom Berg River als ganzjährig wasserführenden Fluss erreicht. Die Gezeitenströmung dringt vom Atlantik bis 24 Kilometer tief in den Flusslauf ein. Zusammen mit westlichen Winden können sich in der Mündung für den Wasserabfluss hinderliche Sanddünen (Barre) bilden.
An der Küstenlinie liegen nur wenige und kleine Ortschaften. Dazu zählen neben anderen Stompneusbaai, St Helena Bay, Velddrif mit Port Owen, Dwarskersbos und Noordkuil. Im Norden der Bucht befindet sich ein unter Schutz stehendes Feuchtgebiet, das Rocherpan Nature Reserve.

## Geschichte
Die Bucht wurde von dem portugiesischen Seefahrer Vasco da Gama am 7. November 1497 erstmals durch einen Europäer verzeichnet. 